# رشيد المعراج
رشيد بن محمد بن خميس المعراج اقتصادي ومصرفي بحريني رئيس مجلس إدارة الهيئة العامة للتأمين الاجتماعي منذ 15 أبريل 2024م ، ومحافط مصرف البحرين المركزي منذ يناير 2005 الى فبراير 2024م.

## دراسته ومناصبه
- 1979 بكالوريوس هندسة صناعية جامعة هيوستون - تكساس، الولايات المتحدة الأميركية.
- 1979 - 1980 مهندس وزارة الصناعة والتنمية.
- 1981 - 1995 الوكيل المساعد للشئون الاقتصادية وزارة المالية والاقتصاد الوطني.
- 1995 - 1999 وكيل وزارة المواصلات.[3]
- 1999 - 2005 المدير العام والرئيس التنفيذي للشركة العربية للاستثمارات البترولية "أبيكورب".
- 1999 - 2005 عضو مجلس الإدارة بنك البحرين والكويت.
- 2004 عضو مجلس الإدارة الهيئة الاستشارية للمجلس الأعلى لمجلس التعاون لدول الخليج العربية.
- 2000 - 2024 عضو مجلس إدارة مجلس التنمية الاقتصادية
- 2002 - عضو مجلس الإدارة هيئة تنظيم الاتصالات.
- 2004 رئيس مجلس إدارة شركة البحرين للاتصالات السلكية واللاسلكية "بتلكو".
- 2005 - 2024 محافط مصرف البحرين المركزي
- عضو المجلس النقدي الخليجي فترة عندما كان محافظاً لمصرف البحرين المركزي.
- ايضاً كان رئيساً لـ معهد البحرين للدراسات المصرفية والمالية عندما كان محافظاً لمصرف البحرين المركزي
- ايضاً عُين عضواً في مجلس إدارة الهيئة الوطنية للنفط والغاز
- 2024 عُين رئيساً لمجلس ادارة الهيئة العامة للتأمين الاجتماعي

فاز محافظ مصرف البحرين المركزي رشيد المعراج بجائزة أفضل محافظ مصرف مركزي في الشرق الأوسط لعام 2022، وفق ما أعلنته مجلة «دا بنكر» الدولية المانحة للجائزة.
وفي 2023 حصل على وسام البحرين من الدرجة الاولى